# Hemipenthes morio
Hemipenthes morio är en tvåvingeart som först beskrevs av Carl von Linné 1758.  Hemipenthes morio ingår i släktet Hemipenthes och familjen svävflugor. Enligt den finländska rödlistan är arten nära hotad i Finland. Arten är reproducerande i Sverige. Artens livsmiljö är torra gräsmarker. Inga underarter finns listade i Catalogue of Life.

## Bildgalleri

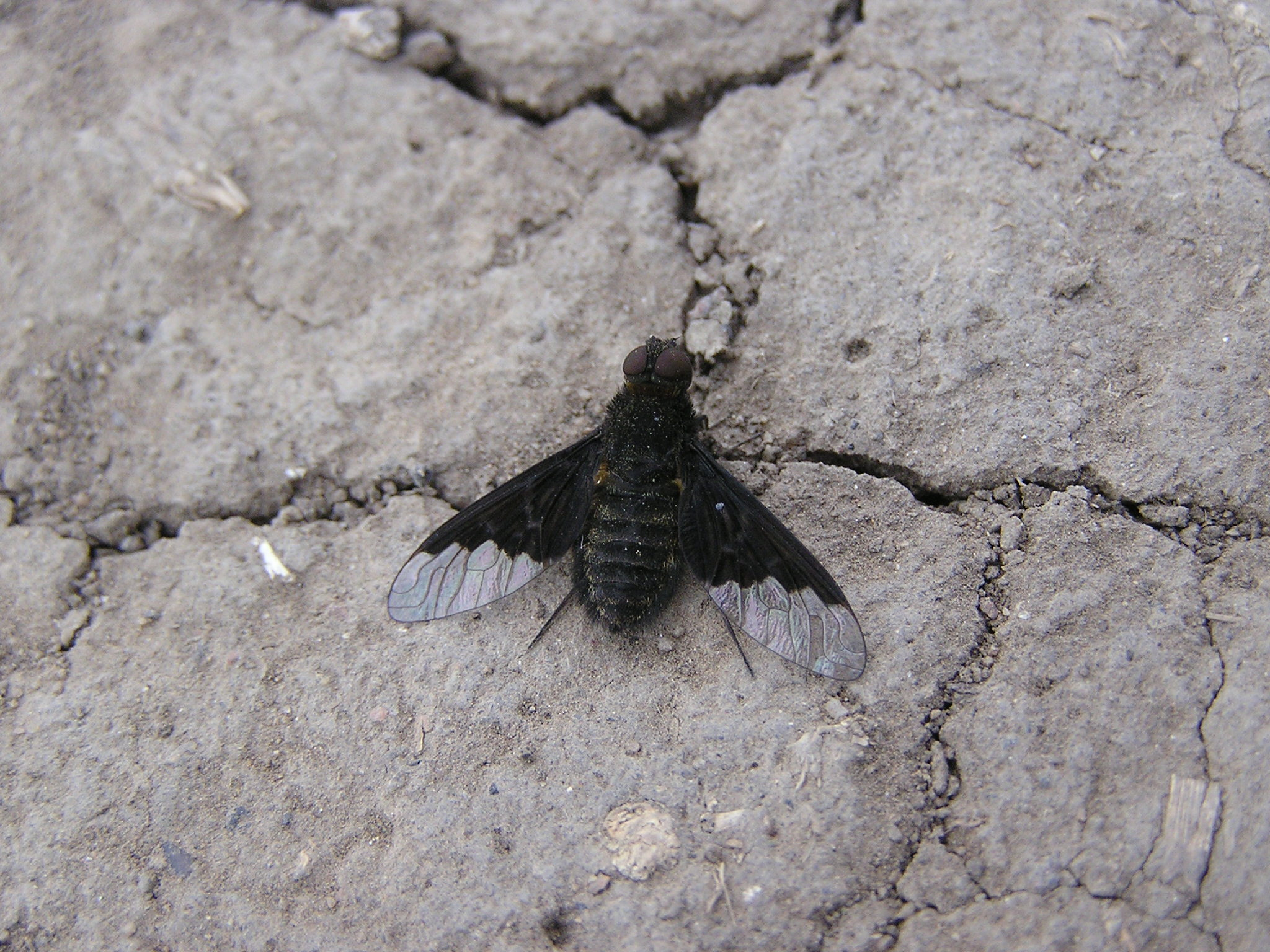
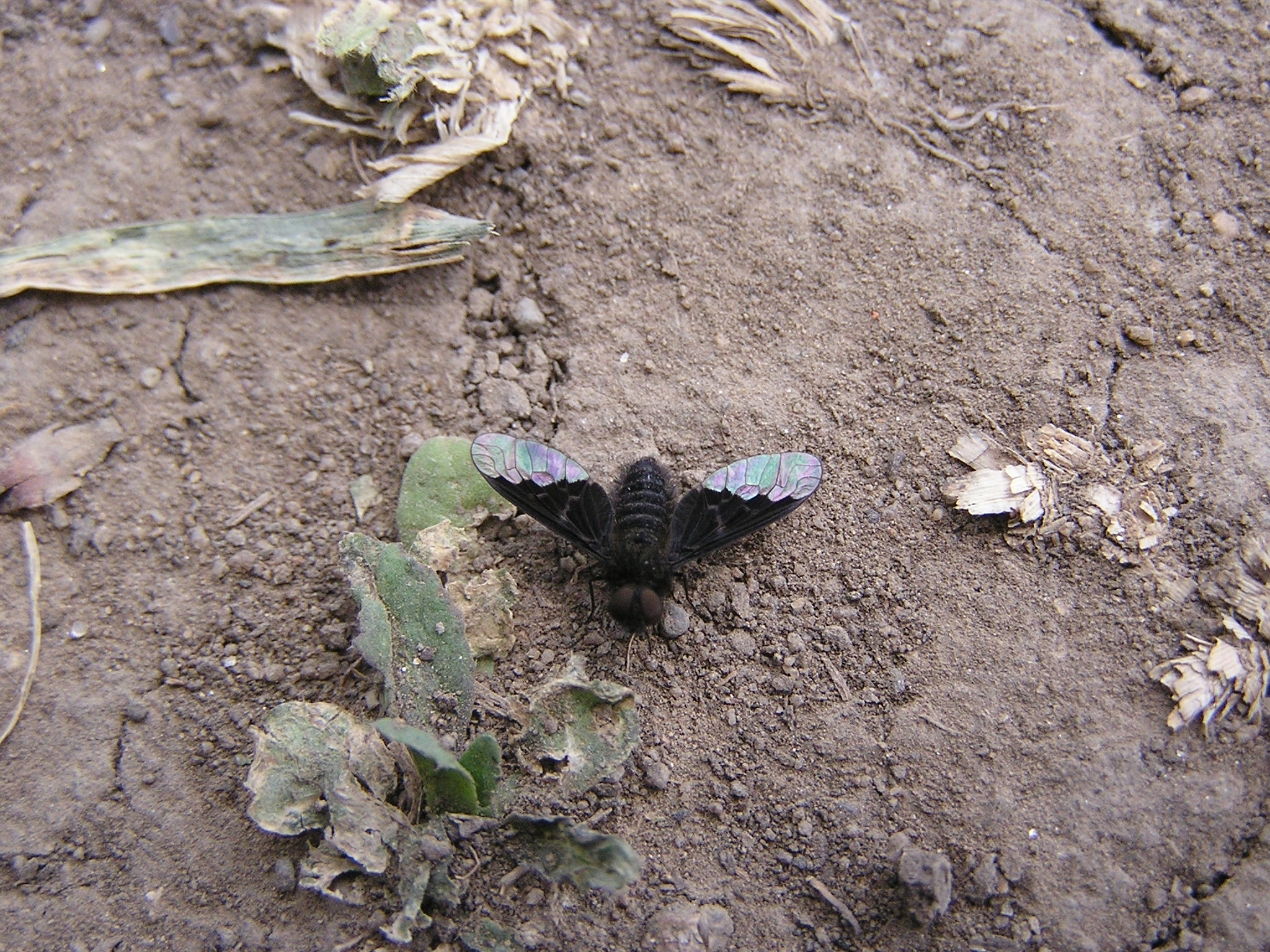
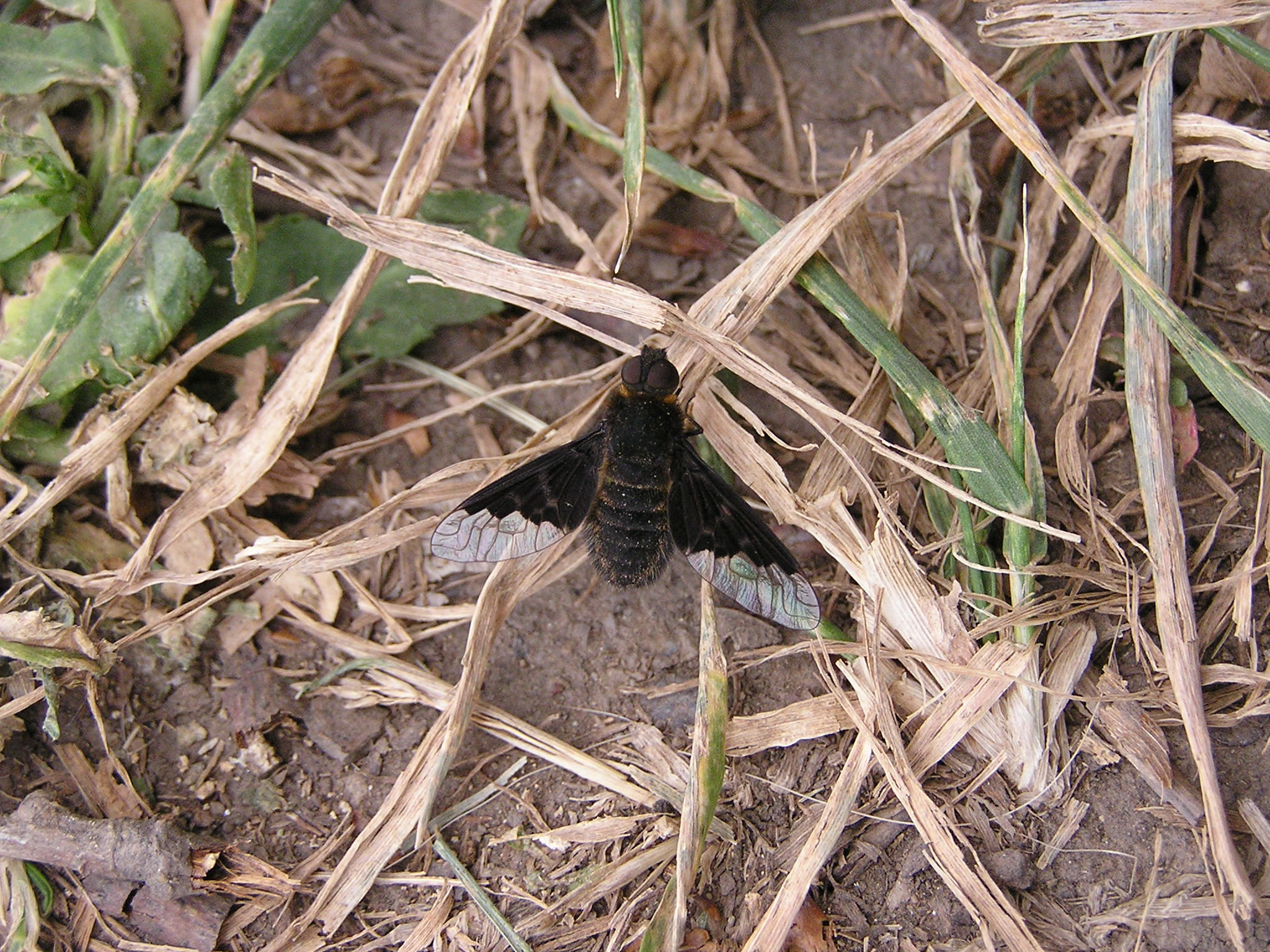
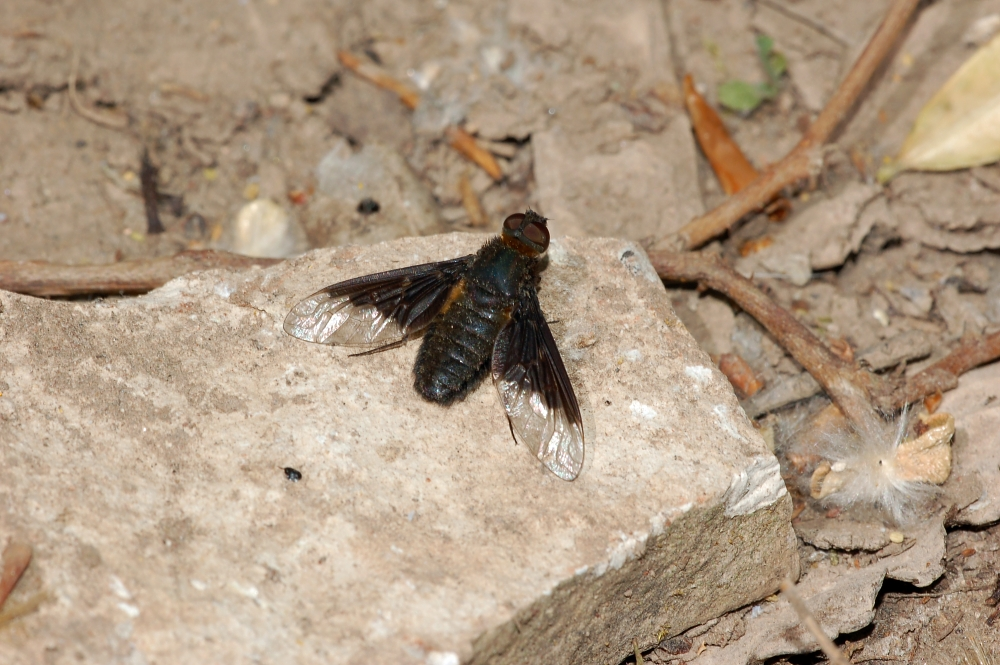
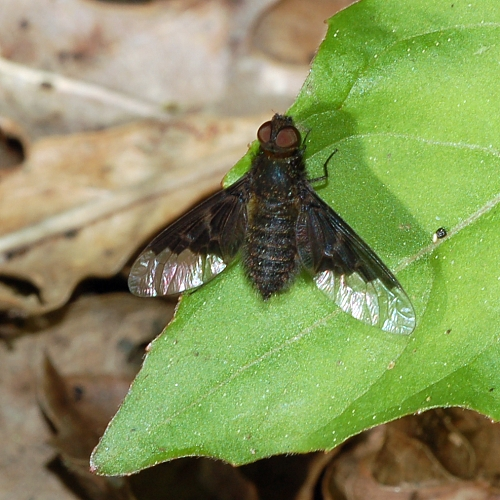
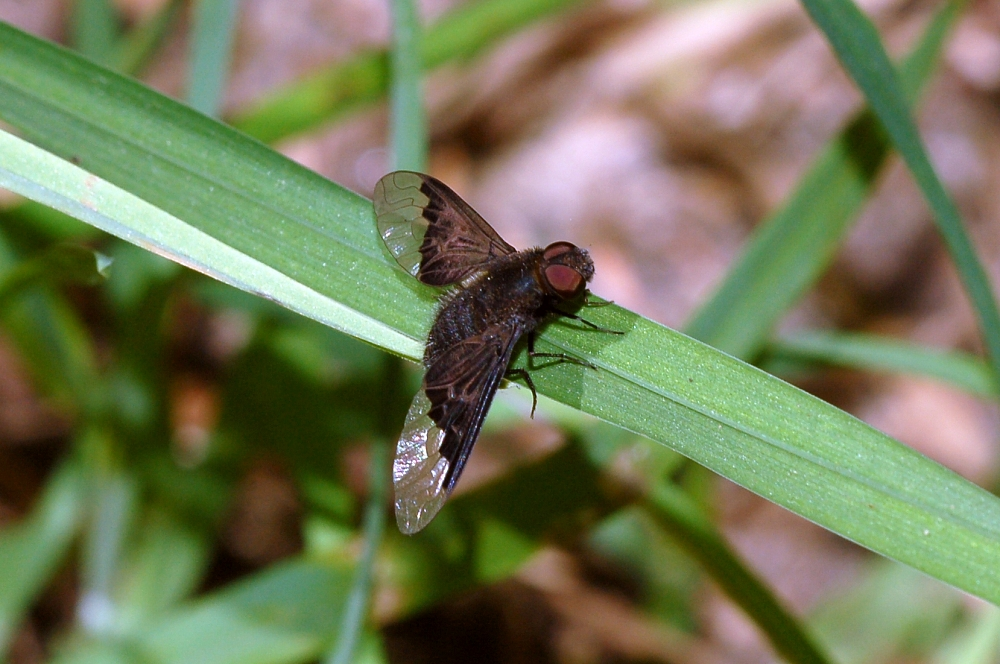